# SelTrac
SelTrac es un sistema digital de señalización utilizado para controlar el movimiento de trenes, originalmente desarrollado por Alcatel y actualmente comercializado por Thales.

## Tecnología
SelTrac es una familia de diferentes productos de control de trenes que permiten desde limitar la velocidad de los trenes hasta su control completo:
- SelTrac LS es un sistema de control de trenes por cantones fijos
- SelTrac MS es un sistema más avanzado, también de cantones fijos
- SelTrac ZB
- SelTrac IS es un sistema de cantones móviles con control completo. Para adaptar líneas de cantón fijo, la instalación puede ser realizada en paralelo al sistema ya existente en la línea. El no tener que cortar la línea facilita a los operadores instalar este sistema.

## Comunicación de datos
La comunicación de datos se proporciona a través de antenas inductivas de baja frecuencia o a través de comunicaciones de radio de gran ancho de banda.

### Sistema de comunicación de datos (DCS)
El sistema de comunicación es una red integrada de estándar abierto entre todos los subsistemas de control. Dispone de tres componentes principales:
- Enlace de radio entre todos los trenes
- Sistemas en las vías
- Sistemas de seguridad

Cada tren dispone de un sistema de radio en cada cabecera que se comunica a través de antenas dispuestas cada cierta distancia en la vía. En esta red se usan los siguientes estándares:
- IP basado en IEEE 802.3
- Comunicaciones por radio basadas en IEEE 802.11

## Instalaciones SelTrac
Entre otros sitos, SelTrac se encuentra instalado en las siguientes líneas:

### SelTrac LS

#### Con conductor
- 1990: Canadian Pacific Railway
- 2006: Bundang Commuter de Seúl

#### Sin conductor
- 1992: People Mover del aeropuerto de Tampa
- 1998: Jacksonville ASE, SelTrac LS, sin conductor
- 1996: People Mover del aeropuerto de Newark
- 2004: Monorriel de Las Vegas
- 2005: Línea Disneyland del metro de Hong Kong
- 2009: People Mover del aeropuerto Washington Dulles
- 2011: Gimhae-Busán

### SelTrac MS

#### Con conductor
- 1989: Monorriel de Disneyworld
- 2007: Líneas 6 y 7 del metro de Shanghái
- 2008: Metro de Toronto
- 2009: Línea 4 del metro de Pekín
- 2009: Líneas 8 y 9 del metro de Shanghái
- 2010: Línea 13 del metro de París

### SelTrac IS

#### Con conductor
- 1985: Línea RT Scarborough
- 1997: Línea municipal de San Francisco
- 1997: Ankara RT
- 2003: Línea oeste del metro de Hong Kong
- 2004: Línea Ma On Shan del metro de Hong Kong
- 2006: Línea 3 del metro de Cantón
- 2009: Línea oeste del metro de Hong Kong
- 2009: Línea Jubilee del metro de Londres

#### Sin conductor
- 1986: Línea Expo del Skytrain de Vancouver
- 1987: People Mover en Detroit
- 1995: Docklands Light Railway de Londres
- 1998: LRT de Kuala Lumpur
- 2002: Línea Millennium del Skytrain de Vancouver
- 2003: AirTrain del Aeropuerto JFK
- 2011: Línea Sin Bundang de Seúl
- 2009: Línea Canadá del Skytrain de Vancouver

### SelTrac ZB

#### Con conductor
- 1982: Metro de Berlín
- 1988: Metro de Düsseldorf
- 1992: Metro de Duisburgo
- 1999: Metro de Mulheim

## Anexos